# روهرزبرگ (پنسیلوانیا)
روهرزبرگ (به انگلیسی: Rohrsburg) یک منطقهٔ مسکونی در ایالات متحده آمریکا است که در شهرستان کلمبیا، پنسیلوانیا واقع شده‌است. روهرزبرگ ۱٫۸۵ کیلومتر مربع مساحت و ۱۴۵ نفر جمعیت دارد و ۲۰۱٫۴۸ متر بالاتر از سطح دریا واقع شده‌است.